# Santo Tomas (Davao del Norte)
Santo Tomas (Bayan ng Santo Tomas) är en kommun i Filippinerna. Kommunen ligger på ön Mindanao, och tillhör provinsen Davao del Norte. Folkmängden uppgår till 84 367 invånare.

## Barangayer
Santo Tomas är indelat i 19 barangayer.
| - Balagunan - Bobongon - Esperanza - Kimamon - Kinamayan - La Libertad - Lungaog - Magwawa - New Katipunan - Pantaron | - Tibal-og (Pob.) - San Jose - San Miguel - Talomo - Casig-Ang - New Visayas - Salvacion - San Vicente - Tulalian |